# مصطفى ندروقي
مصطفى ندروقي هو سياسي ألباني،لعب دورًا كبيرًا في ثورة الفلاحين،وفي 3 يونيو 1914 تأسست جماعة إسلامية مسلحة من المتمردين في شيجاك،والتي كانت مؤيدة إلى العثمانيين،وكان الهدف منها هو أن تكون ألبانيا محمية عثمانية،أثناء حكم الملك ويد،وبعد طرده،أسس حكومة المتمردين،وفي 5 أكتوبر 1914،توجه أسعد باشا توبتاني إلى العاصمة تيرانا لقيادة جيشه الخاص،وشكل حكومة جديدة،وعين ندروقي نائبًا له.